# Сильне фокусування

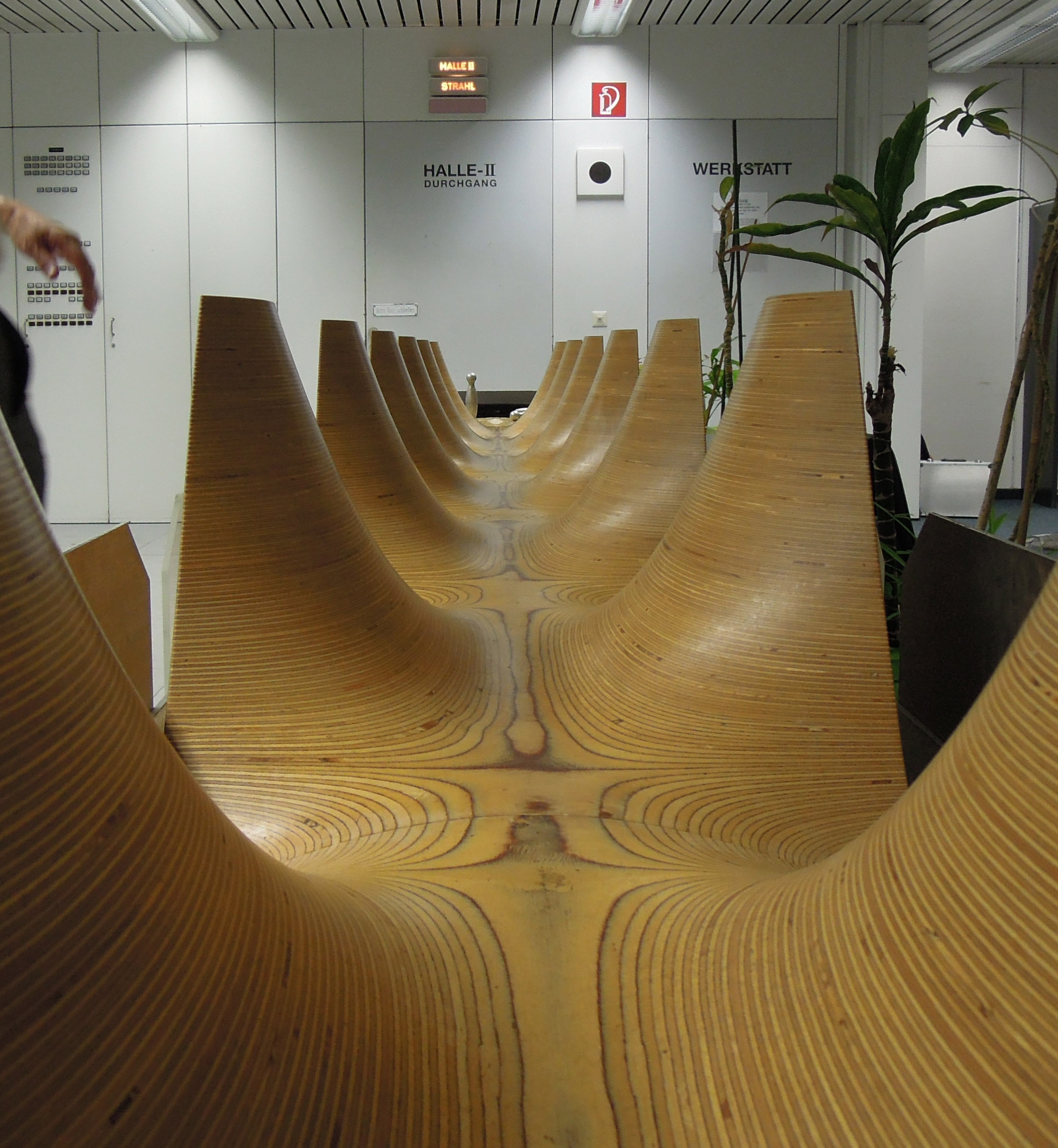
Механічний аналог знакозмінного фокусувального каналу транспортування (Лабораторія Маєра — Ляйбніца, Мюнхен). Кулька скочується по похилому жолобу, який у поперечному перерізі має змінний то увігнутий, то опуклий профіль. За правильно підібраних параметрів рух — стійкий.

Сильне фокусування (також жорстке, знакозмінне фокусування) — принцип побудови фокусувальних полів у циклічних прискорювачах заряджених частинок, який характеризується значними градієнтами магнітного поля, високою частотою бетатронних коливань частинки. Принцип сильного фокусування заснований на тому, щоб відмовитися від одночасного фокусування за двома поперечними координатами (слабке фокусування), але при цьому зберегти глобальну стійкість поперечних коливань.
Всі перші циклічні прискорювачі були слабкофокусувальними. Але для таких машин поперечний розмір пучка зростає з енергією, а отже зростає й розмір вакуумної камери та магнітних елементів. Останній слабкофокусувальний прискорювач у фізиці високих енергій, протонний синхрофазотрон у Дубні на енергію 10 ГеВ, мав вакуумну камеру, в якій могла прорачкувати людина, а маса магніту ведучого поля становила більше 30 000 т.
1952 року Е. Курант, М. Лівінгстон, Г. Снайдер опублікували роботу, що пропонує новий принцип сильного фокусування, який дозволив обійти обмеження слабкофокусувальних машин. (Насправді це було повторне відкриття, оскільки 1950 року принцип сильного фокусування запропонував і запатентував у США і Греції грецький фізик Н. Кристофілос.) 1960 року в Брукгейвенській національній лабораторії запрацював 33 ГеВ протонний сильнофокусувальний синхротрон AGS (англ. Alternating Gradient Synchrotron) з розміром вакуумної камери всього 1 х 2 дюйми (2,5 × 5 см).